# گونزالو د لا فوئنته
گونزالو د لا فوئنته (انگلیسی: Gonzalo de la Fuente؛ زادهٔ ۲۱ مارس ۱۹۸۴) بازیکن فوتبال اهل اسپانیا است که در پست مدافع میانی بازی می‌کند و البته در پست دفاع راست یا هافبک دفاعی نیز برای باشگاه آپ لنگرو بازی می‌کند.